# 城壁都市バクー、シルヴァンシャー宮殿、及び乙女の塔
城壁都市バクー、シルヴァンシャー宮殿、及び乙女の塔（じょうへきとしバクー シルヴァンシャーきゅうでん およびおとめのとう）は、アゼルバイジャンの首都バクーの歴史的建造物に設定されたユネスコの世界遺産（文化遺産）である。アゼルバイジャンにおいて国内最初の世界遺産。

## 概要
この世界遺産が設定されているのは、カスピ海沿岸の都市バクーの旧市街である。城壁内は一般にイチェリ・シェヘル（アゼルバイジャン語で「内城」の意）と呼ばれている。
バクーの町は5世紀頃からあったとされるが、その存在が確認されるのは10世紀以降である。バクーは伝統的に現在のアゼルバイジャン共和国東部にあたるシルヴァン地方の主要都市で、もともとペルシア人のゾロアスター教徒の多い街であったが、アラブ人とともにイスラム教が到来し、さらに現在のアゼルバイジャン人の直接の先祖となるテュルク系の遊牧民が侵入した。
1538年までは、土着の王朝シルヴァン朝が首都としていたが、南のアーゼルバーイジャーン地方（現在のイラン領アゼルバイジャン）に興ったサファヴィー朝の支配を受け、さらに1585年にはオスマン帝国によって征服された。まもなく17世紀にはサファヴィー朝の支配下に戻るなど、イランとトルコの政権の間で争奪が続いたが、1806年にはカスピ海西岸を南下してきたロシア帝国によって占領され、ロシア人主導で近代都市が建設された。
さまざまな民族の支配を受けたことにより、バクーはアゼルバイジャン固有の文化はもとより、アラブ、イラン、ロシアなどの影響と文化が共存する独自の景観を持つようになった。

## 登録基準
この世界遺産は世界遺産登録基準のうち、以下の条件を満たし、登録された（以下の基準は世界遺産センター公表の登録基準からの翻訳、引用である）。
- (4) 人類の歴史上重要な時代を例証する建築様式、建築物群、技術の集積または景観の優れた例。

これに対して、ICOMOSは以下の旨のコメントをつけた。
バクー城内はゾロアスター教、サーサーン朝、アラブ、ペルシア、シルヴァン朝、オスマン帝国、ロシアの文化の影響を受けた歴史的な都市景観と建築の顕著な例である。

## 世界遺産保護区域内に含まれる史跡
- バクー城壁地区（イチェリ・シェヘル）内
  - メフメト・モスク
  - 12世紀のメドレセ（イスラム学院）
  - ハッジ・ガーイブのハンマーム（浴場）
  - ゾロアスター教寺院（17世紀）
  - カースム・ベクの隊商宿
  - カースム・ベクのモスク
  - ムルターニー人（インド商人）の隊商宿
  - ブハラ人（中央アジア商人）の隊商宿
  - 17世紀のハンマーム跡
- シルヴァン・シャー宮殿
  - シルヴァン・シャー廟
  - セイッド・イェフヤー・バクーヴィー廟
  - ケイグバードのモスク
- 乙女の塔

この他、バクーが石油産業都市として栄えたロシア帝国時代の文化遺産が保護区域に含まれている。